# Irakli Azarowi
Irakli Azarowi (gruz. ირაკლი აზაროვი, ur. 21 lutego 2002 w Tbilisim) – gruziński piłkarz, grający na pozycji lewego obrońcy w ukraińskim klubie Szachtar Donieck. Wychowanek Dinama Tbilisi, w którym rozpoczął seniorską karierę. Młodzieżowy oraz seniorski reprezentant Gruzji.

## Sukcesy

### Klubowe
Dinamo Tbilisi
- Mistrzostwo Gruzji: 2019, 2020

Dinamo Batumi
- Mistrzostwo Gruzji: 2021
- Zdobywca Superpucharu Gruzji: 2022